# Geolycosa bridarollii
Geolycosa bridarollii este o specie de păianjeni din genul Geolycosa, familia Lycosidae. A fost descrisă pentru prima dată de Mello-leitao, 1945. Conform Catalogue of Life specia Geolycosa bridarollii nu are subspecii cunoscute.